# Zlatko Runje
Zlatko Runje (Sinj, 9. prosinca 1979.) je hrvatski nogometaš. Igra na mjestu vratara. Mlađi je brat bivšeg hrvatskoga reprezentativnog vratara Vedrana Runje.

## Klupska karijera

### Početci i Hajduk Split
S vratarskom karijerom je otpočeo braneći za NK Junak Sinj te zatim za splitski Hajduk gdje do 2002. godine dolazi do dresa prvotimca, ali na mjestu prvog vratara Hajduka imao mnogo problema, te u konkurenciji s Hrvojem Sunarom i Vladimirom Balićem varira između terena i klupe za pričuve. Tako je branio do 1:4 poraza od Inkera na Poljudu, pa nakon toga nije. Zatim se vratio na europske utakmice, pa je opet završio na klupi nakon ispadanja od Rome gdje je dobro branio dok se pred kraj utakmice nije sudario s Darkom Miladinom, nakon čega je lopta došla do Cassana kojemu nije bilo teško zabiti u doslovno praznu mrežu što je prouzročilo ispadanje Hajduka. 

### K.A.A. Gent
U nastavku sezone odlučio je sporazumno raskinuti ugovor na što je ubrzo reagirao rival zagrebački Dinamo javno izrazivši želju da Runje obuče modri dres. No ipak je otišao u belgijski K.A.A. Gent. Tamo brani tek dvije utakmice, protiv Charleroia i Cercle Bruggea, primivši pet pogodaka.

### Povratak u Hajduk Split
Prije Svjetskog prvenstva u Njemačkoj nastupio je u rekreativnoj utakmici protiv Hrvatske igrajući za tzv. momčad Zvijezda HNL. U to vrijeme bio je na meti matičnog Hajduka koji ga je poželio vratiti, te pred početak sezone 2006./07. potpisuje ugovor za splitskog prvoligaša. No, iako mu na leđima stoji broj 1, prvi je vratar kluba Vladimir Balić na čije je mjesto Runje stao samo jednom, u 3:0 pobjedi protiv Rijeke. 
Na zimu je bio na probi u ruskom Spartak Nalčiku te je bio pred potpisom ugovora, no, odbio je preseljenje u Rusiju s obzirom na to da bi igrao blizu ratne zone u Čečeniji. Na proljeće nije branio do pred kraj prvenstva, kada mu je novi trener Ivan Pudar dao priliku za dokazivnanjem kroz zadnja četiri kola. Na tim utakmicama je primio osam pogodaka, od toga tri Eduardova na Maksimiru.

### Varteks Varaždin
Ljeta 2007. godine otišao je u varaždinski Varteks potpisavši trogodišnji ugovor. U Varteksu brani tek prvih 5 kola u kojima posurnuli Krojači bilježe svih 5 poraza. 

### Šibenik i Panthrakikos
Nakon raskida ugovora s varaždinskim Varteksom seli u redove HNK Šibenika. U ljeto sezone 2008./09. sa Šubićevca seli u grčki Panthrakikos. U Panthrakikosu ostaje dvije godine.

### Junak Sinj
Ljeta 2010. godine vratio se je u matični klub iz rodnoga grada Sinja, NK Junak Sinj.

## Vanjske poveznice
- Nogometni-magazin: statistika